# Gunnar Olofsson
Gunnar Olofsson (Jönköping, 12 febbraio 1922 – ...) è stato un sollevatore svedese medagliato europeo, che ha gareggiato nella categoria dei pesi gallo.

## Carriera
Militò nello Jönköpings AK, e fu per nove volte campione svedese dei gallo (otto consecutive): nel 1949, 1950, 1951, 1952, 1953, 1954, 1955, 1956 e nel 1958.
Partecipò a quattro edizioni dei campionati mondiali (ed europei): nei mondiali ed europei di Parigi nel 1950 si classificò rispettivamente al quinto e al secondo posto, vincendo la medaglia d'argento; ai mondiali ed europei di Stoccolma del 1953 si piazzò al quinto e al quarto posto; ai mondiali ed europei di Vienna del 1954 si classificò al nono e al sesto posto; ai mondiali ed europei di Monaco di Baviera del 1955 si classificò al quattordicesimo e al nono posto. Prese parte inoltre a tre edizioni dei campionati nordici (1954, 1955 e 1956) e ad altre quattro edizioni dei campionati svedesi (1960, 1961, 1962 e 1963).